# Bicucullin
Bicucullin ist ein Alkaloid und ein potenter, selektiver und kompetitiver GABAA-Rezeptor-Antagonist.

## Vorkommen

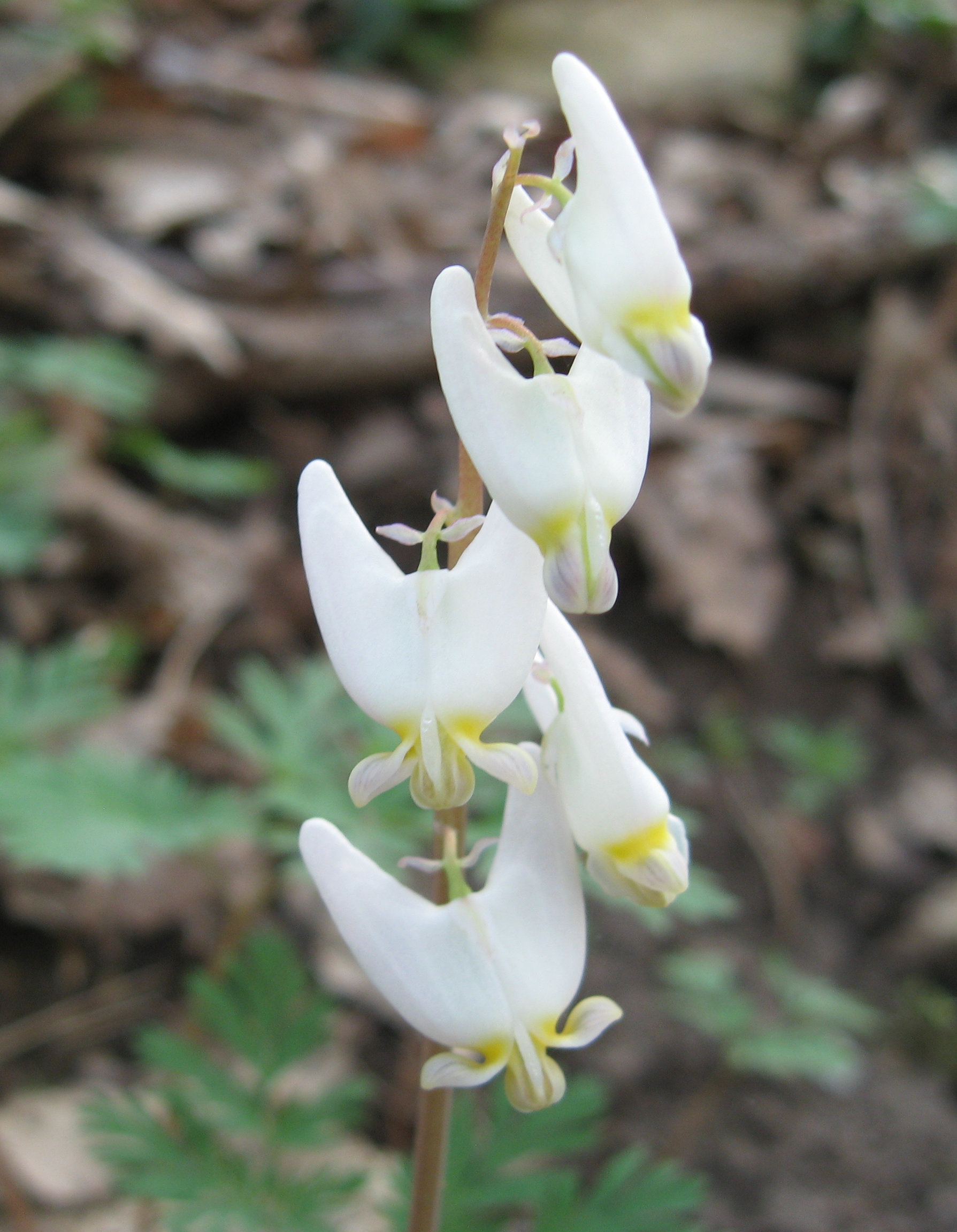
Die Kapuzen-Herzblume (Dicentra cucullaria)

Die schwach gelbliche, lichtempfindliche Substanz wurde erstmals 1932 in einem Extrakt aus der namensgebenden Kapuzen-Herzblume (Dicentra cucullaria) gefunden. Sie kommt außer dort auch in anderen Arten der Herzblumen vor sowie in den ebenfalls zu den Erdrauchgewächsen gehörenden Lerchenspornen.

## Wirkung
Bicucullin blockiert GABAA-Rezeptoren. Diese Rezeptoren sind Ionenkanäle, die Ionen, in diesem Fall negativ geladenes Chlorid, ins Zellinnere passieren lassen. Der Transport negativer Ladung ins Zellinnere hyperpolarisiert Nervenzellen und macht sie weniger erregbar. Blockade der Kanäle blockiert die Inhibition und wirkt somit erregend und konvulsiv auf das Nervensystem. Die Symptome einer Bicucullinvergiftung ähneln denen der Epilepsie.
Als GABA-Antagonist ähnelt Bicucullin dem Pflanzengift Picrotoxin der Scheinmyrte und dem synthetischen Wirkstoff Gabazin. Wichtige GABA-Agonisten sind Muscimol, eines der Gifte des Fliegenpilzes, und der Wirkstoff Baclofen.

## Anwendungen
Bicucullin wird in der Grundlagenforschung angewendet, so im Laborversuch zum Studium der Epilepsie in vivo und zur Blockade von GABAA-Rezeptoren in vitro.
Neben seiner selektiven Wirkung auf GABAA-Rezeptor-Kanäle blockiert es außerdem Ca2+-aktivierte Kalium-Kanäle, und unterdrückt das Wachstum von Pilzsporen.
Pharmakologisch auf den GABAA-Rezeptor wirksame Konzentrationen von Bicucullin liegen bei wenigen μM. Da Bicucullin ausgesprochen schlecht wasserlöslich ist, wird es oft in DMSO appliziert.
GABAA-Rezeptoren sind Hauptziel der Benzodiazepine und verwandter anxiolytischer Pharmazeutika. Bicucullin kann in seiner Rolle als GABAA-Rezeptor-Antagonist die Wirkung dieser Substanzen aufheben.